# Trento (Agusan do Sul)
Trento é um município de  primeira classe de renda municipal (d) na província Agusan do Sul, nas Filipinas. De acordo com o censo de 1 de maio  de  2020 possui uma população de 54 492 pessoas e 13 458 domicílios.